# Esperstedt (Obhausen)
Esperstedt ist ein Ortsteil der Gemeinde Obhausen im Saalekreis in Sachsen-Anhalt (Deutschland).

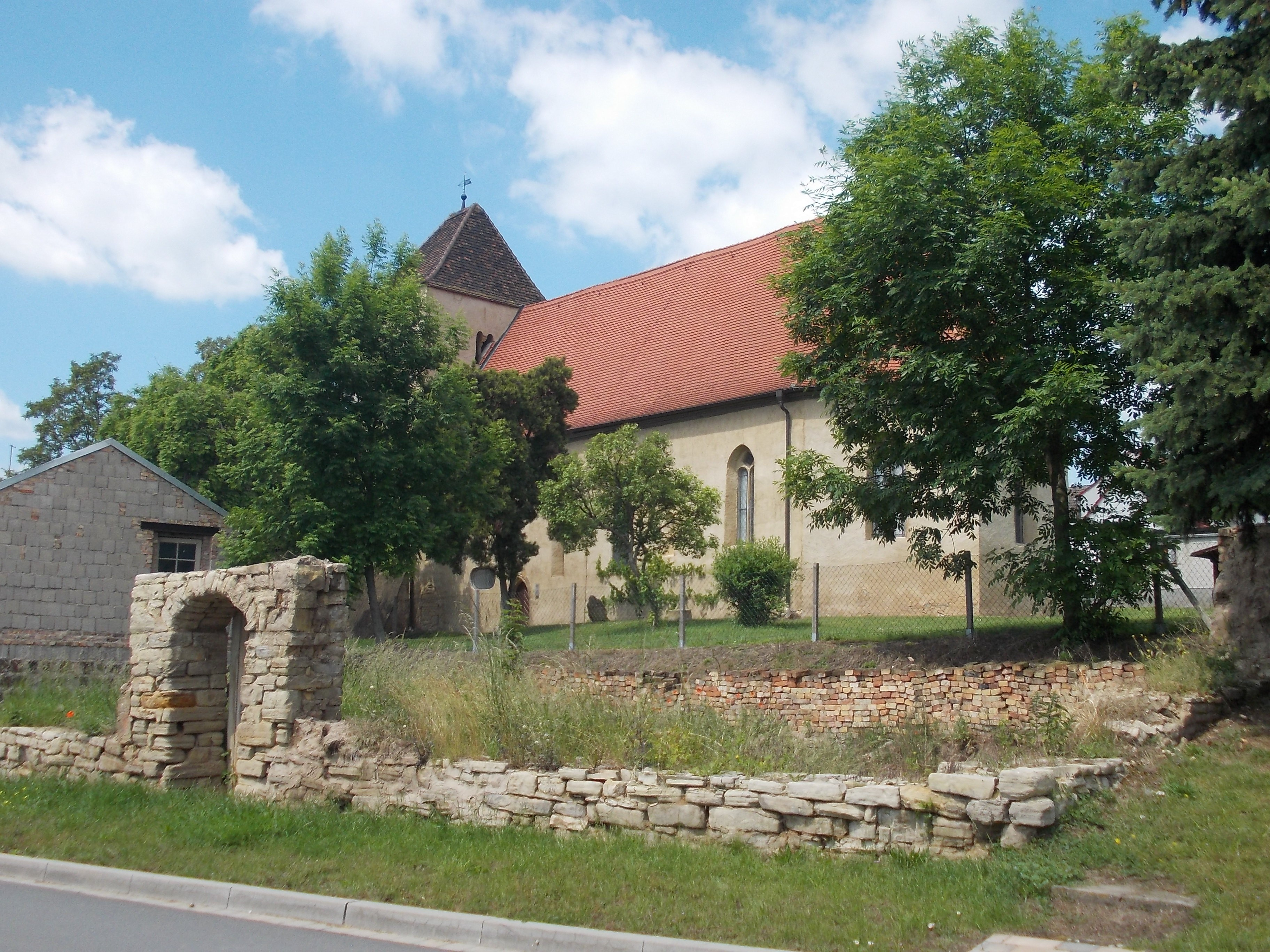
Kirche St. Petri

## Geografie
Esperstedt liegt zwischen Halle (Saale) und Querfurt an der Weida.

## Geschichte
In einem zwischen 881 und 899 entstandenen Verzeichnis des Zehnten des Klosters Hersfeld (Hersfelder Zehntverzeichnis) wird Esperstedt als zehntpflichtiger Ort Osperestat im Friesenfeld erstmals urkundlich erwähnt. Um 900 gehörte das Dorf zum Burgwartsbezirk Schraplau im damaligen Hosgau. 1200 ist die Herrschaft im Besitz des Erzbistums Magdeburg. Der Name leitet sich ab von dem Wort Espen – Pappeln – Pappelstätte.
Am 20. Juli 1950 wurde die bis dahin eigenständige Gemeinde Kuckenburg eingegliedert.
Von 2005 bis 2009 gehörte Esperstedt zur Verwaltungsgemeinschaft Weida-Land. Bis zur Eingemeindung nach Obhausen am 1. Januar 2010 war Esperstedt eine selbständige Gemeinde mit dem zugehörigen am 20. Juli 1950 eingemeindeten Ortsteil Kuckenburg. Letzter Bürgermeister Esperstedts war Erich Pohl.

## Kultur und Sehenswürdigkeiten
- Kirche im Unterdorf
- Grabstätte auf dem Ortsfriedhof für den kommunistischen Bergmann Max König, der 1937 an den Folgen der im KZ Lichtenburg erlittenen Misshandlungen verstarb

## Verkehrsanbindung
Die Abfahrt (20) der Bundesautobahn 38 Göttingen–Leipzig befindet sich am Ortsausgang von Esperstedt. Diese wurde Dezember 2008 fertiggestellt.
Von 1884 bis 2003 hatte der Ort einen Bahnhof an der Bahnstrecke Röblingen am See–Vitzenburg.